# 高砂町 (台中市)

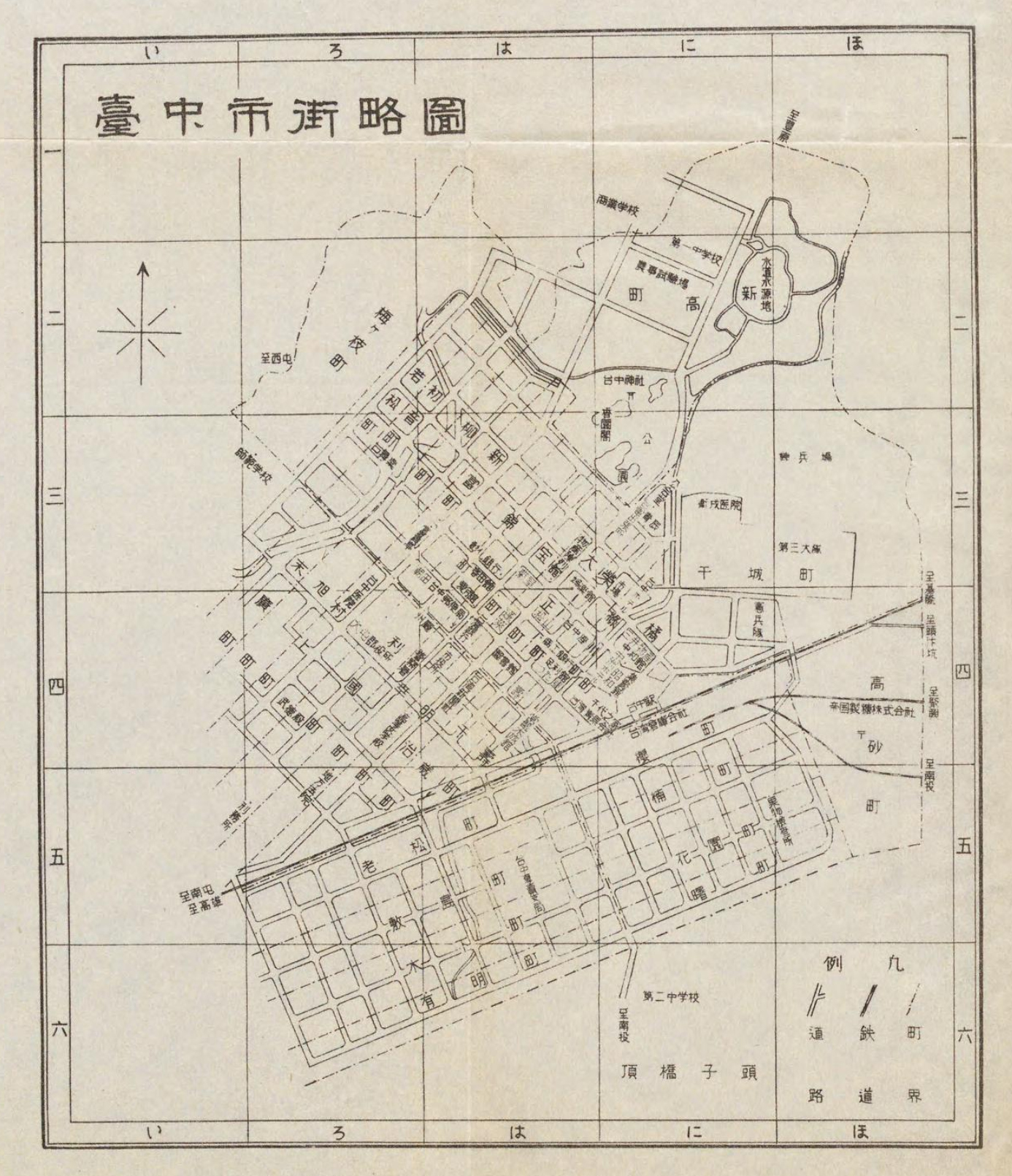
臺中市街略圖

高砂町為台灣日治時期台中州台中市之行政區；其最初在1916年公告為通稱町名，在1926年4月1日的町名改正公告中才正式設立，原臺中市大字的臺中改為31個町。

## 町內設施

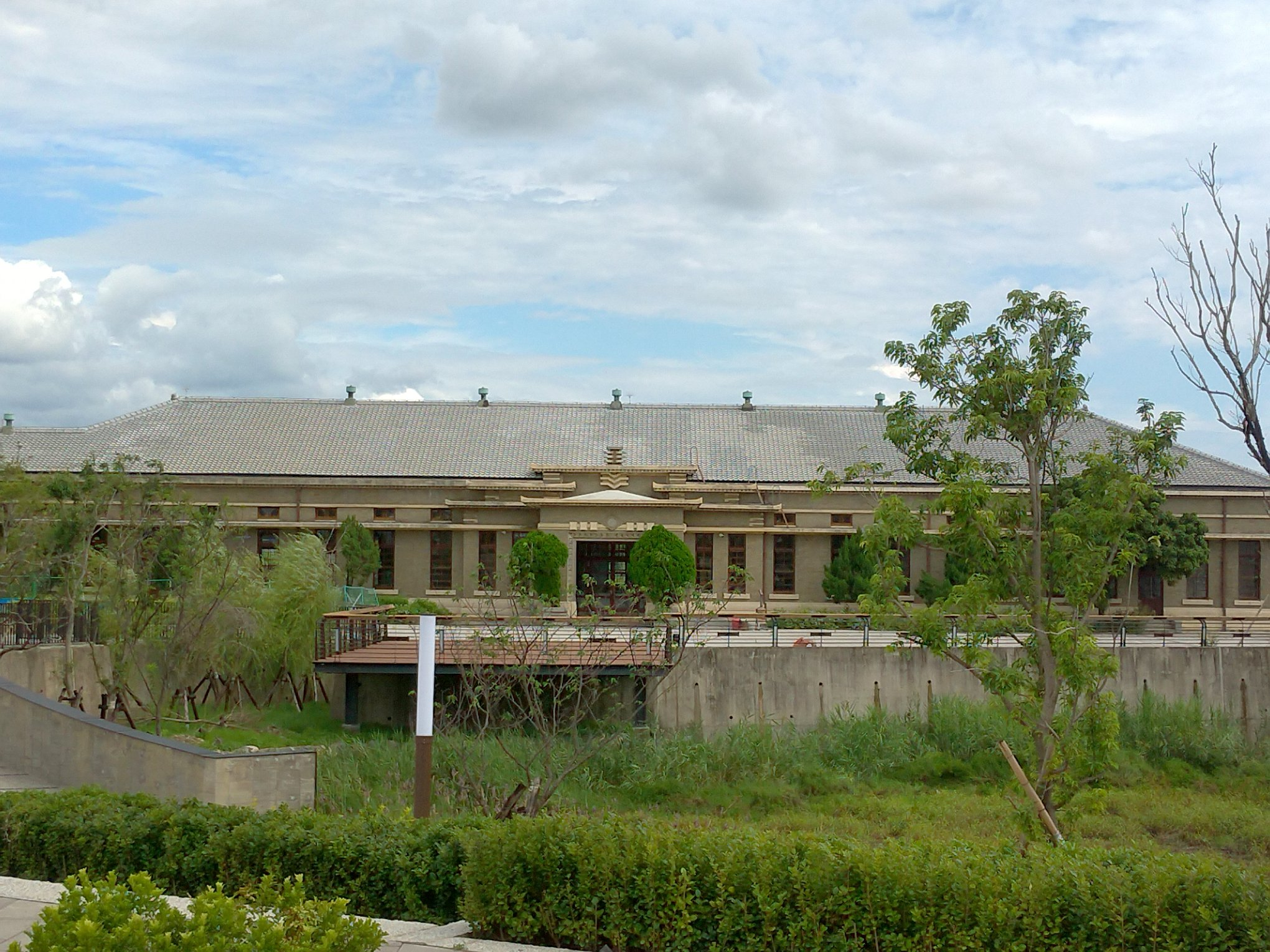
帝國製糖臺中事務所

- 帝國製糖株式會社臺中本社（1941年併入大日本製糖株式會社）
- 帝國製糖株式會社台中第一工場、第二工場（台中製糖所）
- 帝國製糖購買組合
- 高砂町郵便局